# Geoffroi de Vendôme
Geoffroi de Vendôme (1070, Angers - 26 de març del 1132, íd.) fou un prelat i escriptor francès.

## Biografia
L'angeví Geoffroi provenia de la casa de Craon, barons de l'Alt Anjou. Era fill d'Henri de Nevers, senyor de Le Lion d'Angers. Estudià al castell de Craon del seu avi patern Robert le Bourguignon, anomenat Robert de Nevers, senyor de Craon, emparentat amb els comtes de Vendôme i la casa dels comtes d'Anjou.
Començà una formació eclesiàstica a l'escola episcopal d'Angers i entrà després com monjo benedictí a l'abadia de la Trinitat de Vendôme, a la diòcesi de Chartres, on prengué el nom de Geoffroi de Vendôme. Allà, essent encara jove i diaca, fou nomenat abat el 24 d'agost del 1093 en presència del bisbe Yves de Chartres.
El 1094 Geoffroi donà ajuda financera al papa Urbà II per fer fora de Roma l'antipapa Climent III. En agraïment, el nomenà cardenal el 1094. L'any següent es presentà al Concili de Clermont.
De caràcter integrista, Geoffroi acollí nombrosos papes a la seva abadia: el 1098 rebé Urbà II i després, el 1107, Pasqual II. Participà en el Concili de Troyes i després se n'anà de seguida a l'abadia de Cluny. Prengué part en la majoria d'afers polítics i religiosos del seu temps i es baté en defensa dels privilegis i exempcions del seu monestir durant la Lluita de les Investidures. S'oposà a la designació del nou bisbe d'Angers, Renaud. Molt més tard s'oposà a un altre bisbe d'Angers, Ulger, aquest darrer designat pel papa Inocenci II, que tingué baralles freqüents amb el prelat de Vendôme. L'octubre del 1131, Geoffroi assistí al Concili de Reims.
Deixà diversos opuscles teològics (sobre les investidures dels eclesiàstics pels laics, sobre els Sagraments), sobre temes ascètics i pastorals, uns sermons a les festes de Nostre Senyor, de la Santíssima Mare de Déu, de Santa Maria Magdalena i de Sant Benet; himnes a la Mare de Déu i a Santa Maria Magdalena, i cinc llibres d'epístoles, correspondència molt important per conèixer la història de la seva època.
Els opuscles foren editats per perimer cop per Jacques Sirmond (París, 1610) i es reimprimiren a la Patrologia Latina de Migne.